# Kwas askorbinowy
Kwas askorbinowy, witamina C, E300 (łac. acidum ascorbicum) – organiczny związek chemiczny z grupy nienasyconych alkoholi polihydroksylowych. Jest niezbędny do funkcjonowania organizmów żywych. Dla niektórych zwierząt oraz ludzi jest witaminą, czyli musi być dostarczany w pożywieniu. Jest także przeciwutleniaczem stosowanym jako dodatek do żywności.

## Budowa i właściwości chemiczne

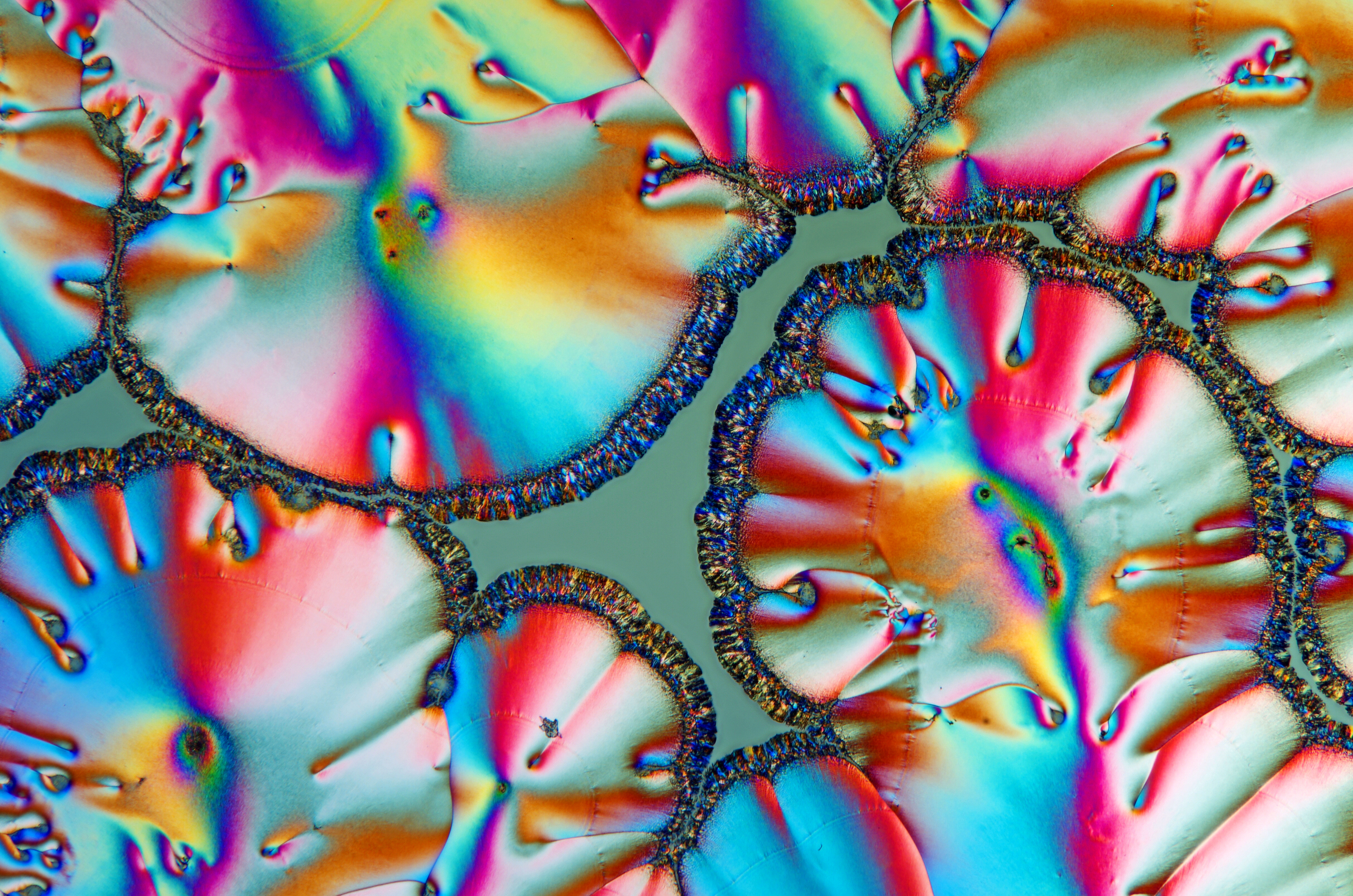
Kryształy kwasu askorbinowego (witamina C) sfotografowane przy pomocy mikroskopu optycznego z zastosowaniem specjalnej techniki oświetleniowej – polaryzacji. Powiększenie 100X.

Występuje naturalnie jako związek o konfiguracji L w łańcuchu bocznym i konfiguracji D układu furanowego. Pod wpływem metanolowego roztworu NaOH ulega epimeryzacji do kwasu erytrobowego (kwasu D-izoaskorbinowego, E315), różniącego się konfiguracją łańcucha bocznego.
Kwas L-askorbinowy bywa niepoprawnie nazywany „lewoskrętną witaminą C” ze względu na mylenie konfiguracji względnej z aktywnością optyczną. W rzeczywistości kwas L-askorbinowy skręca płaszczyznę światła spolaryzowanego w prawą stronę ([α]20D ≃ +20°). Natomiast kwas D-askorbinowy jest przeciwutleniaczem, ale oprócz tego nie ma znaczenia biologicznego – nie działa jako kofaktor, więc nie jest witaminą.

Izomery kwasu askorbinowego:
kwas L-askorbinowy (R,S) (1a), kwas D-askorbinowy (S,R) (1b)
kwas L-izoaskorbinowy (S,S) (2a), kwas D-izoaskorbinowy (R,R) (2b)

Charakter kwasowy mają grupy hydroksylowe w pozycjach 3 i 4, zwłaszcza grupa 4-OH, której pKa wynosi 4,17. Anion powstały po dysocjacji protonu z grupy 4-OH jest stabilizowany przez rezonans chemiczny:
Jest bardzo nietrwała, łatwo ulega rozpadowi pod wpływem tlenu i wysokiej temperatury.

## Występowanie i synteza

### Biosynteza
Kwas L-askorbinowy występuje naturalnie w wielu organizmach roślinnych i zwierzęcych. W obu królestwach substratem do biosyntezy tego związku jest D-glukoza, jednak przebiega ona w różny sposób. U roślin glukoza jest utleniana w pozycji C-2, po czym następuje epimeryzacja atomu C-5 i kolejne utlenianie, w pozycji C-1. U zwierząt szlak metaboliczny przebiega przez kwas glukuronowy, po czym następuje inwersja szkieletu węglowego, w efekcie czego atomy C-1 i C-6 glukozy stają się odpowiednio atomami C-6 i C-1 kwasu askorbinowego.

### Niezdolność do syntezy
U szeregu zwierząt, między innymi naczelnych, a także odległych gatunkowo świnek morskich lub ryb doskonałokostnych (należą do nich pstrąg tęczowy i karp), kwas askorbinowy musi być dostarczany w pożywieniu, gdyż ich organizmy go nie wytwarzają. U naczelnych jest to efektem mutacji w genie odpowiedzialnym za wytwarzanie oksydazy L-gulono-γ-laktonowej (GLO), która w wątrobie katalizuje ostatni etap biosyntezy kwasu askorbinowego z D-glukozy, tj. utleniania L-gulonolaktonu. Szacuje się, że unieczynnienie tego genu nastąpiło około 60–75 mln lat temu, wkrótce po rozdzieleniu się małp właściwych i małpiatek. Natomiast u ryb doskonałokostnych oprócz mutacji w GLO obecne są też inne mutacje uniemożliwiające syntezę witaminy C; niezdolność do wytwarzania tego związku pojawiła się u nich ok. 200 mln lat temu.

### Produkcja
Większość kwasu askorbinowego produkowanego przemysłowo jest wytwarzana metodą opracowaną w 1934 przez Reichsteina i Grüssnera, w której substratem jest także naturalna D-glukoza.

## Źródła w pożywieniu

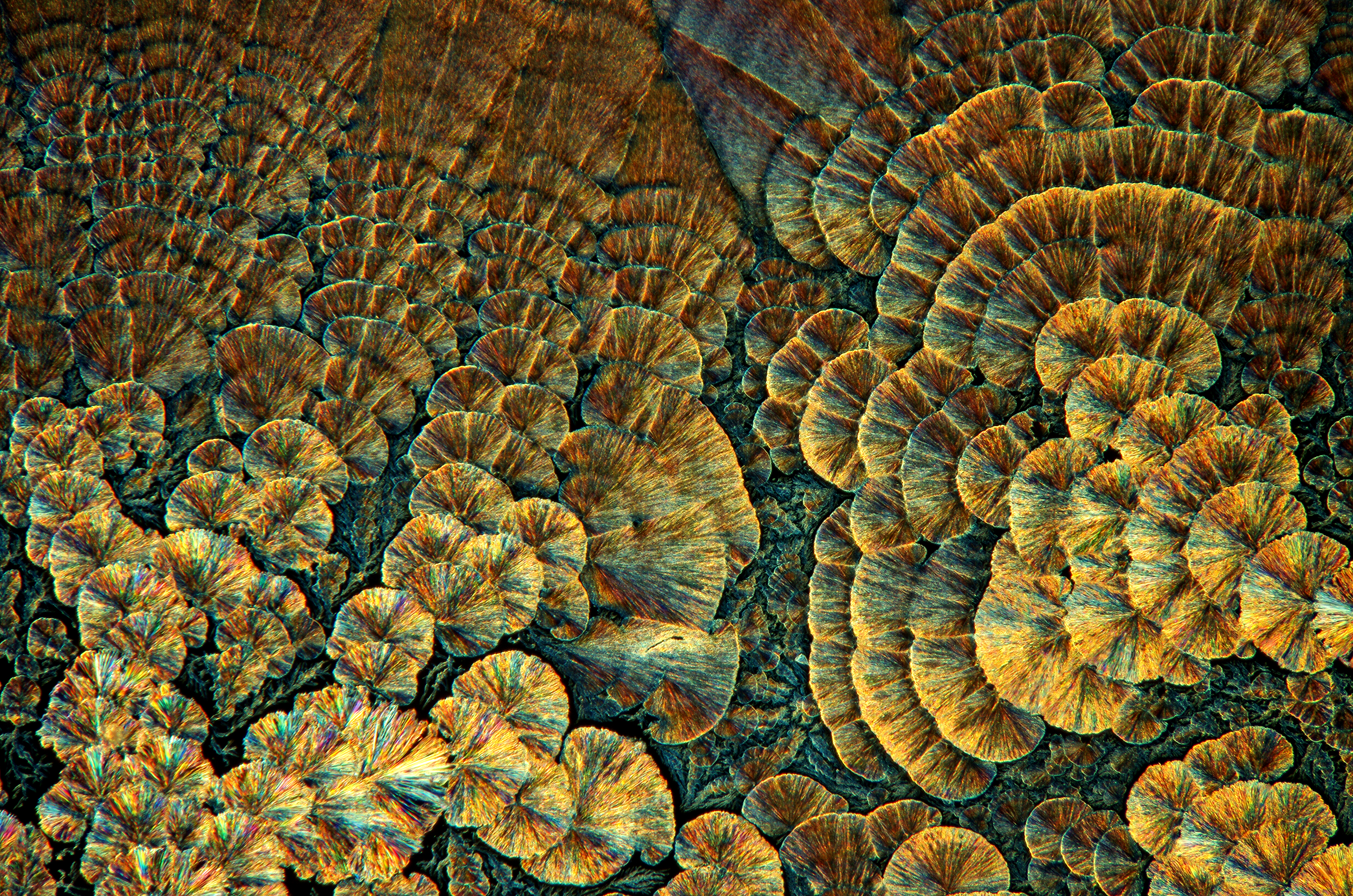
Kryształy kwasu askorbinowego (witamina C) sfotografowane przy pomocy mikroskopu optycznego. Technika oświetleniowa łączona – ciemne pole oraz polaryzacja. Powiększenie 100X.

Witamina C zawarta w pożywieniu należy do najbardziej wrażliwych na działanie czynników zewnętrznych witamin, niszczy ją (utlenianie) wysoka temperatura, wystawienie na dostęp światła oraz na bezpośredni kontakt z powietrzem.
| Produkt                    | Zawartość (mg/100 g) |
| -------------------------- | -------------------- |
| Acerola                    | 1600                 |
| Owoce róży                 | 426                  |
| Papryczka chili zielona    | 244                  |
| Nać pietruszki             | 178                  |
| Czarna porzeczka           | 177                  |
| Papryka                    | 107                  |
| Koperek                    | 75                   |
| Brukselka                  | 71                   |
| Jarmuż                     | 65                   |
| Truskawki                  | 63                   |
| Pomelo                     | 61                   |
| Poziomki                   | 60                   |
| Szczypiorek                | 60                   |
| Szpinak                    | 54                   |
| Pomarańcza                 | 53                   |
| Cytryna                    | 53                   |
| Kompot z czarnej porzeczki | 46                   |
| Biała porzeczka            | 45                   |
| Kalarepa                   | 45                   |
| Czerwona porzeczka         | 44                   |
| Kapusta czerwona           | 42                   |
| Kapusta biała              | 40                   |
| Koncentrat pomidorowy 30%  | 38                   |
| Kalafior                   | 37                   |
| Czosnek                    | 31                   |
| Maliny                     | 31                   |
| Boćwina                    | 27                   |
| Szczaw                     | 27                   |
| Agrest                     | 26                   |
| Grejpfrut                  | 26                   |
| Żurawina                   | 23                   |
| Fasola strączkowa          | 22                   |
| Pomidory                   | 22                   |
| Jeżyny                     | 21                   |
| Rzepa                      | 21                   |
| Korzeń pietruszki          | 19                   |
| Kapusta kiszona            | 16                   |
| Czarne jagody              | 15                   |
| Groszek zielony            | 15                   |
| Rzodkiewka                 | 13                   |
| Brzoskwinia                | 12                   |
| Pieczarka                  | 12                   |
| Ziemniaki                  | 12                   |
| Pory                       | 10                   |
| Buraki                     | 8                    |
| Maślak                     | 8                    |
| Banany                     | 7                    |
| Jabłko                     | 7                    |
| Rabarbar                   | 7                    |
| Wiśnie                     | 7                    |
| Cykoria                    | 6                    |
| Morele                     | 6                    |
| Ogórek                     | 6                    |
| Powidła śliwkowe           | 6                    |
| Rydz mleczaj               | 6                    |
| Sok pomidorowy             | 6                    |
| Cebula                     | 5                    |
| Renklody                   | 5                    |
| Sałata                     | 5                    |
| Seler                      | 5                    |
| Śliwki                     | 5                    |
| Winogrona                  | 5                    |
| Czereśnie                  | 4                    |
| Groszek konserwowy         | 4                    |
| Gruszki                    | 4                    |
| Kurka                      | 4                    |
| Ogórki kiszone             | 4                    |
| Arbuz                      | 3                    |
| Fasola konserwowa          | 3                    |
| Orzechy włoskie            | 3                    |
| Fasola biała               | 2                    |
| Groch                      | 2                    |
| Marchew                    | 2                    |
| Orzechy laskowe            | 2                    |

| Produkt           | Zawartość (mg/100 g) |
| ----------------- | -------------------- |
| Wątroba wołowa    | 30                   |
| Wątroba wieprzowa | 22                   |
| Dorsz             | 2                    |
| Pstrąg            | 1                    |
| Mleko krowie      | 1                    |

## Rola w organizmie człowieka
Jest przeciwutleniaczem. Aktywuje wiele enzymów, wpływa na syntezę kortykosteroidów oraz niektórych neuroprzekaźników. Utrzymuje prawidłowy stan tkanki łącznej (jest niezbędny w biosyntezie kolagenu), wzmacnia dziąsła i zęby, zabija bakterie wywołujące próchnicę zębów. Wzmacnia odporność organizmu na infekcje. Ułatwia gojenie się ran. Stabilizuje psychikę. Bierze udział w rozkładzie tyrozyny, w syntezie kwasów żółciowych z cholesterolu, oraz w syntezie karnityny. W komórkach wątroby nasila syntezę cytochromu P450 niezbędnego do unieszkodliwiania toksyn. Ma również wpływ na zachowanie prawidłowego potencjału oksydacyjnego w komórce. Od dawna znane jest zwiększenie wchłaniania żelaza i hamowanie tworzenia nitrozoamin z azotanów i amin w żołądku.
Badania wskazują brak wpływu zażywania witaminy C na ryzyko pojawienia się przeziębienia oraz mały wpływ na czas jego trwania (skrócenie czasu o 14% dla dzieci i 8% dla dorosłych). Wyjątkiem była grupa uczestników maratonów, narciarzy i żołnierzy przebywających w bardzo niskich temperaturach lub poddanych intensywnemu wysiłkowi fizycznemu, u których zaobserwowano 50% zmniejszenie występowania przeziębienia przy zażywaniu 2 g witaminy C dziennie.
W celu utrzymania jej maksymalnego stężenia w osoczu i tkankach wymagane jest przyjęcie od 100 do 200 mg na dobę, żeby uniknąć objawów wystarczy także 75 mg/dzień. Zwiększone zapotrzebowanie na witaminę C jest w ciąży i laktacji, w czasie antybiotykoterapii, hemodializy. Obserwuje się zbyt małą podaż witaminy C u seniorów. Organizmy większości zwierząt i roślin wytwarzają ten związek. Wyjątkiem są małpy człekokształtne (w tym człowiek), świnki morskie i niektórych gatunków nietoperzy (ze względu na mutację i utratę enzymu: oksydazy L-gulonolaktonowej), którym musi być ona dostarczona z zewnątrz.
| Zalecane dzienne spożycie wit. C mg/dzień | Zalecane dzienne spożycie wit. C mg/dzień |
| ----------------------------------------- | ----------------------------------------- |
| 150                                       | kobiety karmiące                          |
| 150                                       | palacze                                   |
| 100                                       | >13 lat                                   |
| 90                                        | 10–12 lat                                 |
| 80                                        | 7–9 lat                                   |
| 70                                        | 4–6 lat                                   |
| 60                                        | 1–3 lat                                   |

### Skutki niedoboru
Szkorbut (krwawienie i owrzodzenie dziąseł, wypadanie zębów), kruchość i pękanie naczyń krwionośnych, osłabienie odporności organizmu, obrzmiałe i bolesne stawy, nieprawidłowe zrastanie się kości, powolne gojenie się ran.
Zachodnie społeczeństwa przeważnie spożywają więcej witaminy C w diecie, niż jest niezbędne do wystąpienia klinicznych objawów szkorbutu.
Na jej niedobór cierpią palacze tytoniu, dlatego w wielu krajch normy spożycia dla osób palących zostały podwyższone.

### Skutki nadmiaru
Dla witaminy C nie są znane objawy hiperwitaminozy: nie obserwowano skutków ubocznych przyjmowania dawek sięgających 10g/dzień. Nadmiar wydalany jest z organizmu przez nerki, jednak w przypadku przyjęcia jednorazowo megadawki (>3 g) większe ilości wydalane są z kałem.

## Suplementacja
Badania naukowe nad potencjalnymi pozytywnymi skutkami zdrowotnymi suplementacji witaminą C dostarczają sprzecznych wyników. Badanie przeprowadzone przez U.S. Preventive Disease Task Force nie wykazało dowodów na ochronny wpływ suplementacji witaminą C przeciwko rozwojowi chorób układu krążenia i nowotworów. Nie udało się także klinicznie udowodnić wpływu witaminy C na długość życia.

### Zapobieganie rozwojowi nowotworów
W 2 badaniach z 2009 roku nie stwierdzono wpływu spożywania witaminy C na ryzyko rozwoju raka płuc i na śmiertelność w tej chorobie. Metaanaliza z roku 2014 wykazała słabą zależność pomiędzy suplementacją witaminą C a zmniejszoną zachorowalnością na raka płuc. Kolejna metaanaliza nie wykazała związku witaminy C z ryzykiem zachorowania na raka prostaty.
W celu oszacowania wpływu suplementacji witaminą C na zapadalność na nowotwór jelita grubego przeprowadzono dwie metaanalizy. Jedno z badań wykazało słabą zależność pomiędzy konsumpcją witaminy C a zmniejszoną zapadalnością na tę chorobę. Drugie nie wykazało takich zależności.
Analiza metadanych z 2011 nie potwierdziła, że witamina C zapobiega rozwojowi nowotworów piersi, ale kolejne badanie wykazało, że witamina C może mieć związek ze zwiększoną przeżywalnością u pacjentek już chorych.

### Terapia nowotworów
Witamina C, podawana dożylnie w formie askorbinianu sodu, wykazuje działanie cytotoksyczne wobec nowotworów i jest wskazywana jako potencjalny lek przeciwnowotworowy. Autorzy uznali wyniki za obiecujące i uzasadniające kontynuowanie badań klinicznych.

### Choroby układu krążenia
Metaanaliza z 2013 roku nie wykazała wpływu suplementacji witaminą C na zmniejszenie ryzyka zawału, wylewu, śmierci w wyniku choroby układu krążenia ani śmierci ogółem. Kolejna analiza wykazała jednak odwrotną zależność pomiędzy witaminą C a ryzykiem wylewu.
Metaanaliza 44 badań klinicznych wykazała istotny pozytywny wpływ suplementacji dobowymi dawkami witaminy C powyżej 500 mg na funkcje śródbłonka. Wykazano, że efekt ten był silniejszy u osób o zwiększonym ryzyku zapadania na choroby układu krążenia.

### Choroby przewlekłe
Nie wykazano wpływu suplementacji witaminą C na leczenie reumatoidalnego zapalenia stawów.
Badania badające wpływ witaminy C na rozwój choroby Alzheimera osiągnęły sprzeczne wyniki. Utrzymywanie zdrowego spożycia witaminy C w diecie jest prawdopodobnie istotniejsze niż suplementacja.
Badanie efektu spożywania dawek witaminy C przekraczających RDA nie wykazało jej istotnego wpływu na zapobieganie i hamowanie rozwoju zaćmy starczej.

### Przeziębienie
Wpływ witaminy C na leczenie przeziębienia był obiektem wielu badań naukowych. Wykazano, że nie jest ona skuteczna w zapobieganiu, czy leczeniu przeziębienia poza szczególnymi przypadkami (zwłaszcza u osób uprawiających intensywnie sport w zimnym otoczeniu). Rutynowa suplementacja witaminą C nie redukuje prawdopodobieństwa zachorowania ani nasilenia przeziębienia w ogólnej populacji, ale może zredukować długość trwania choroby.

### COVID-19
Podanie dużych dawek askrobinianu sodu dożylnie wpływa pozytywnie na przebieg COVID-19 u osób zakażonych SARS-CoV-2. Zauważono lżejszy przebieg choroby i poprawę saturacji, kwestia wpływu na śmiertelność nie jest jasna i wymaga dalszych analiz.

## Zastosowanie w przemyśle spożywczym
Kwas askorbinowy jest przeciwutleniaczem i jako taki jest szeroko stosowany w przemyśle spożywczym, podobnie jak jego sole i estry. Symbole stosowane do oznaczenia tych związków:
- E300 – kwas askorbinowy
- E301 – askorbinian sodu
- E302 – askorbinian wapnia
- E303 – askorbinian potasu
- E304 – estry kwasów tłuszczowych i kwasu askorbinowego
  - E304(i) – palmitynian askorbylu
  - E304(ii) – stearynian askorbylu
- E315 – kwas izoaskorbinowy (erytrobowy).

## Historia
Symptomy szkorbutu opisane zostały po raz pierwszy w relacjach z wypraw krzyżowych. W czasach wielkich odkryć geograficznych (XV–XVI w.) stał się on główną przyczyną śmierci i kalectwa żeglarzy w długich rejsach. Dopiero w roku 1753 szkocki lekarz James Lind odkrył, że chorobie zapobiega i leczy spożywanie soku z owoców cytrusowych. Na początku XX w. odkryto, że świnka morska jest także podatna na tę chorobę i może stanowić model zwierzęcy do jej badań. Umożliwiło to udowodnienie, że rzeczywiście podłożem szkorbutu jest niewłaściwa dieta.
Witaminę C wyizolował w 1928 roku węgierski biochemik Albert Szent-Györgyi z bydlęcej kory nadnerczy oraz z soku pomarańczowego i z soku z kapusty, a następnie z papryki. Wykazał, że wyodrębniony związek ma właściwości przeciwszkorbutowe i nadał mu nazwę „kwas heksauronowy” (hexuronic acid). W roku 1933 W.N. Haworth i E.L. Hirst ustalili jego strukturę, a ponadto Haworth oraz niezależnie T. Reichstein i współpracownicy opisali syntezę obu jego enancjomerów. W tym samym roku Szent-Györgyi i Haworth zaproponowali zmianę nazwy związku na „kwas askorbinowy”, aby zobrazować jego właściwości przeciwszkorbutowe. W 1937 obu naukowcom za badania nad witaminą C przyznano Nagrody Nobla – Szent-Györgyi otrzymał ją w dziedzinie fizjologii lub medycyny, a Haworth w dziedzinie chemii.